# Syndrome d'Abruzzo-Erickson
Pour les articles homonymes, voir Abruzzo et Erickson.
 Mise en garde médicale
Le syndrome d'Abruzzo–Erickson est une maladie génétique rare qui associe surdité, oreilles saillantes, colobome, fente palatine ou rugosité palatine et petite taille,. Il a été caractérisé en 1977.